# Dhar (huyện)
Huyện Dhar là một huyện thuộc tỉnh Shabwah, Yemen. Đến thời điểm năm 2003, huyện này có dân số 9927 người